# Krasnooktjabrskoje (Kaliningrad)
Krasnooktjabrskoje (russisch Краснооктябрьское, deutsch Groß Ponnau, litauisch Punavas) ist ein Ort in der russischen Oblast Kaliningrad. Er gehört zur kommunalen Selbstverwaltungseinheit Stadtkreis Tschernjachowsk im Rajon Tschernjachowsk. Zu Krasnooktjabrskoje gehört auch das ehemalige Klein Ponnau.

## Geographische Lage
Krasnooktjabrskoje liegt am Ostufer des Baches Auer (russisch: Torfjanka) etwa 20 Kilometer nordwestlich der Rajonstadt Tschernjachowsk (Insterburg). In den Ort führen zwei Fahrwege, die von Gluschkowo (Plibischken) über Rostowskoje (Tölteninken) bzw. von Dalneje (Groß Schirrau) – an der Föderalstraße A216 – über Okunjowo (Kekorischken/Auerbach) kommen. Innerorts endet außerdem ein Fahrweg von Kabanowo (Pelkeninken). Eine Bahnanbindung besteht nicht.

## Geschichte
Im Jahre 1394 übergab der Ordenshochmeister Konrad von Jungingen hier die Handfeste an Jakob von Ponnau, der zum späteren Adelsgeschlecht derer von Ostau gehörte und wohl auch dem Ort den Namen gab. Mit den dadurch übergebenen 100 Hufen Land begann die Besiedlung, wofür allerdings vier Plattendienste zu leisten waren. 50 Hufen dienten dabei dem Jakob von Ponnau zur Gründung des Nachbarortes Jakobsdorf (russisch: Jakowlewo), wobei sein Name wohl auch hier namensgebend war. Nicht weit von dem bis 1946 Groß Ponnau genannten kleinen Dorf entdeckte man eine Salzquelle, die schon bei den Prußen bekannt war, jetzt aber vom Orden ausgebeutet wurde: hier entstand eine kleine Salzsiedeanlage und in Erweiterung ein Veredlungsbereich. Zum Schutz wurde das feste Haus „Saalau“ (Sal = Salz) (heute russisch: Kamenskoje) errichtet. Bereits nach 1410 wurde die Salzgewinnung hier eingestellt. In den 1870er Jahren untersuchte man die Salzquelle erneut, um sie evtl. für Heilzwecke zu nutzen. Im Ergebnis fand man jedoch nur Kochsalz, das ungeeignet war.
Im Jahre 1874 wurde Groß Ponnau in den neu errichteten Amtsbezirk Weidlacken (heute russisch: Jelniki) eingegliedert. Er gehörte zum Kreis Wehlau im Regierungsbezirk Königsberg der preußischen Provinz Ostpreußen. Doch bereits am 9. März 1882 wurde die Landgemeinde Groß Ponnau, zusammen mit den Landgemeinden Klein Ponnau und Kekorischken (1938–1945 Auerbach, heute russisch: Okunjowo) in den Amtsbezirk Plibischken umgegliedert. Die Zugehörigkeit zum Kreis Wehlau blieb unverändert.
Am 1. Dezember 1910 waren in Groß Ponnau 283 Einwohner registriert. Ihre Zahl betrug 1933 noch 265 und belief sich 1939 auf 245.
In Folge des Zweiten Weltkrieges kam Groß Ponnau 1945 mit dem nördlichen Teil Ostpreußens zur Sowjetunion. 1947 erhielt der Ort die russische Bezeichnung „Krasnooktjabrskoje“, was so viel wie Roter Oktober-Ort heißt, und wurde gleichzeitig dem Dorfsowjet Kamenski selski sowjet im Rajon Tschernjachowsk zugeordnet. Von 2008 bis 2015 gehörte Krasnooktjabrskoje zur Landgemeinde Kamenskoje selskoje posselenije und seither zum Stadtkreis Tschernjachowsk.

## Kirche
Groß Ponnau mit seinen überwiegend evangelischen Einwohnern war bis 1945 in das Kirchspiel der Kirche Plibischken (heute russisch: Gluschkowo) eingebunden. Es gehörte zum Kirchenkreis Wehlau (Snamensk) in der Kirchenprovinz Ostpreußen der Kirche der Altpreußischen Union. Heute liegt Krasnooktjabrskoje im Einzugsbereich der neu entstandenen evangelisch-lutherischen Gemeinde in Talpaki (Taplacken), einer Filialgemeinde der Auferstehungskirche in Kaliningrad (Königsberg) in der Propstei Kaliningrad der Evangelisch-lutherischen Kirche Europäisches Russland.